# Pietramontecorvino
Pietramontecorvino es una localidad y comune italiana de la provincia de Foggia, región de Apulia, con 2.778 habitantes.

## Evolución demográfica
| Gráfica de evolución demográfica de Pietramontecorvino entre 1861 y 2001 |
|                                                                          |
| Fuente ISTAT - elaboración gráfica de Wikipedia                          |